# Бихам, Эли
Эли Бихам (ивр. אלי ביהם‎) — израильский криптограф и криптоаналитик. Являясь учеником известного израильского учёного Ади Шамира, вместе с ним разрабатывал дифференциальный криптоанализ. Эта разработка позволила ему получить степень доктора. Но позднее было выяснено, что данный криптоанализ был уже известен и держался в секрете Агентством безопасности США и корпорацией IBM. С октября 2008 года является профессором Израильского Технического Института в области вычислительных систем. Помимо разработки различных методов криптоанализа Эли Бихам принимал участие в создании шифров (блоковый шифр Serpent, Py — один из семейства потоковых шифров) и хеш-функций (например Tiger).

## Биография
Эли родился в Кфар-Виткине. Его отец — выходец из Чехословакии, а мать родилась в Израиле, её родители были выходцами из России. Его деды — основатели Кфар-Виткина. Дед по матери — Цви Берехьяху (Богуславский) умер в 1934. Его брат — коммунистический деятель Михаил Соломонович Богуславский.
Эли получил свою первую степень по математике и компьютерным наукам из Тель-Авивского университета, вторую степень и докторат из института Вeйцмана. Докторат сделан по криптоанализу под руководством Ади Шамира. С 1991 работает в Технионе на отделении компьютерных наук. С 2008 - декан факультета компьютерных наук. С 2006 издает журнал по криптографическому исследованию и возглавляет международную ассоциацию криптографии.

## Хеш-функция Tiger
Для защиты данных требуются надёжные хеш-функции (например цифровые подписи) и при этом они должны быстро обрабатываться. Так были созданы, как тогда показалось, мощные шифры из семейств MD4 и Snefru. Но, например для Snefru, в 1990 году были найдены коллизии, а затем они были обнаружены и для MD4, что ставило под сомнение всё семейство данных функций. Поэтому требовалось разработать новую, более криптоустойчивую хеш-функцию. К тому же все предыдущие хеш-функции были разработаны для 32-битных процессоров, а уже началось появление нового поколения процессоров — 64-битные. Поэтому в 1995 году Эли Бихам вместе с Россом Андерсоном разрабатывает новую мощную и быструю хеш-функцию под названием Tiger с размером значения хэша 192 бита, работавшую на 64-битных машинах.

## Блочный шифр Serpent
Для конкурса AES Эли Бихам вместе с Россом Андерсоном и Ларсом Кнудсеном создаёт симметричный блочный алгоритм шифрования Serpent («змея»), попавший в финал 2-го этапа конкурса. S-блоки были построены после тщательного изучения S-блоков в алгоритме DES, что позволило 16-раундовому новому алгоритму шифрования быть в два раза быстрее DES и при этом не менее надёжным. Затем была создана версия с 32 раундами, что ещё больше увеличило его криптостойкость. 32-битная версия не имеет уязвимостей.

## Потоковый шифр Py
Проект eSTREAM был создан для выявления новых потоковых шифров, подходящий для широкого распространения, образованный европейской сетью ECRYPT. Он был создан после провала всех 6 потоковых шифров проекта NESSIE. Данный проект был разделён на отдельные этапы и его главной целью являлся поиск алгоритма подходящего для различных приложений. Эли Бихам вместе с Дженнифер Себерри разрабатывает потоковый шифр Py (шифр), подчиняющийся именно этому проекту. Он является одним из самых быстрых шифров в eSTREAM, около 2.85 циклов на байт на Pentium III (более чем в 2,5 раза быстрее RC4). Он имеет структуру, похожую на RC4, но здесь добавлен массив из 260 32-битных слов, которые индексируются путём перестановок байт, и в каждом раунде получается 64 бита. Затем, в январе 2007 года Бихам и Себерри создали более мощные версии данного потокового шифра: TPy, TPy6, TPypy.

## Дифференциальный криптоанализ
Работая с Ади Шамиром, Эли Бихам разрабатывает дифференциальный криптоанализ, за который он и получил степень доктора. В 1990 году публикуется работа Эли Бихама и Ади Шамира «Differential Cryptanalysis of DES-like Cryptosystems», в которой они показывают как при помощи дифференциального криатоанализа за несколько минут можно взломать 8-раундовый DES. Так например для 6-раундового DES использование дифференциального криптоанализа привело к тому, что на обыкновенном персональном компьютере он был взломан менее чем за 0,3 секунды, используя 240 шифротекстов. При 8-раундовом DES было использовано 1500 шифротекстов, при этом время, затраченное на взлом шифра составило около 2 минут. С 15- и 16-раундовыми DES оказалось сложнее, но тем не менее они могут быть взломаны за {\displaystyle 2^{52}} и {\displaystyle 2^{58}} шага соответственно. Ниже приведена таблица, в которой показано количество шагов, необходимых для взлома DES, в зависимости от количества раундов.
| Количество раундов | 4  | 6  | 8   | 9   | 10  | 11  | 12  | 13  | 14  | 15  | 16  |
| Количество шагов   | 24 | 28 | 216 | 226 | 235 | 236 | 243 | 244 | 251 | 252 | 258 |

## Атака на GSM
В 2000 году Эли Бихам и его коллега Ор Дункельман публикуют статью «Cryptanalysis of the A5/1 GSM Stream Cipher», где они показывают как можно взломать потоковый шифр A5/1, который используется для шифрования в системах GSM. Атака на этот шифр показывает, что зная {\displaystyle 2^{20.8}} бит открытых текстов, можно за {\displaystyle 2^{39.91}} тактов взломать A5/1. Алекс Бирюков и Ади Шамир уже показывали взлом данного шифра, однако данная атака требовала предварительных вычислений в размере {\displaystyle 2^{48}} тактов и памяти в размере двух 73Gb жёстких дисков или {\displaystyle 2^{42}} тактов и памяти в размере четырёх 73Gb жёстких дисков. Атака же, придуманная Эли Бихамом и Ором Дункельманом требует около 2.36 минут вычислений для взлома шифра, при этом, если мы имеем {\displaystyle 2^{20.8}} бит открытых текстов, то необходимо всего 32Gb памяти и {\displaystyle 2^{39.91}} тактов или 2Gb памяти и {\displaystyle 2^{40.97}} тактов.

## Взлом ANSI X9.52 CBCM
В 1998 году Эли Бихам и Ларс Кнудсен публикуют статью «Cryptanalysis of the ANSI X9.52 CBCM Mode», где они показывают атаку на данный шифр. Это вид тройного DES шифра. В данном шифре промежуточные значения обратной связи они изменяют ключевым OFB потоком независимо от открытого и шифротекста. Но Эли Бихам и Ларс Кнудсен смогли даже это использовать для атаки на шифр. Для атаки необходим один шифротекст из {\displaystyle 2^{65}} блоков и сложность анализа составляет {\displaystyle 2^{58}}.